# Суперкубок Туркменистана по футболу
Суперку́бок Туркменистана по футбо́лу (туркм. Türkmenistanyň Naýbaşy Kubogy) — соревнование по футболу, состоящее из одного матча, в котором играют обладатель кубка Туркменистана и чемпион Туркменистана предыдущего сезона. В случае, если Кубок и чемпионат выиграла одна команда, то в Суперкубке играют первая и вторая команды чемпионата.

## Описание турнира
Разыгрывается с 2005 года, когда участвовали победители чемпионата и Кубка 2004 года.

## Результаты матчей
- 1-й розыгрыш. 04.12.2005. МТТУ — Мерв — 4:1 (Мамедали Караданов 5, 67, Берды Шамурадов 86, 90+3 — Олег Юзбашьян 3). Балканабад. Стадион «Небитчи». 6000 зрителей.
- 2-й розыгрыш. 07.12.2006. Небитчи — МТТУ — 3:2 (Ходжаахмет Аразов 7, Хемра Аманмамедов 52, Рахмангулы Байлиев 80пен — Берды Шамурадов 13, Бегли Нурмурадов 67). Мары. Стадион «Мерв».
- 3-й розыгрыш. 09.07.2008. Ашхабад — Шагадам — 1:1 д.в. (3-2 пен.).
- 4-й розыгрыш. 05.04.2009. Мерв — Ашхабад — 3:2 (Виталий Аликперов 8, 85, Давид Айрумян 20 — Парахат Аннабердыев 43, Ариф Мирзоев 71). Ашхабад. Олимпийский стадион. Около 30 000 зрителей.
- 5-й розыгрыш. 21.11.2009. МТТУ — Алтын Асыр — 3:0 (Довран Алланазаров, Берды Шамурадов-пен, Бегли Нурмурадов). Ашхабад. Олимпийский стадион.
- 6-й розыгрыш. 25.06.2011. Балкан — Алтын Асыр — 4:2 (Евгений Ткаченко 35, Виталий Аликперов 48, 63, Гуванчмухамед Овеков 84 — Бегмурат Балакаев 45, Юсуп Оразмамедов 83). Ашхабад. Стадион «Ниса».
- 7-й розыгрыш. 04.04.2012. Балкан — МТТУ — 2:1 д.в. (Гахрыманберды Чонкаев 10, Нурклыч Диванов 90+5 — Берды Шамурадов 89)
- 8-й розыгрыш. 05.04.2013. МТТУ — Балкан — 1:1 д.в. (4-3 пен.) (Владимир Байрамов 70 — Хемра Аманмамедов 90). Туркменабад. Стадион «Туркменабад».
- 9-й розыгрыш. 01.03.2014. Ахал — МТТУ — 4:2 (Сердарали Атаев 17, Ата Гельдыев 35, Гахрыманберды Чонкаев 55, Амир Гурбани 84 — Нурягды Мухамедов 9, 41). Ашхабад. Стадион «Ашхабад».
- 10-й розыгрыш. 28.10.2015. Алтын Асыр — Ахал — 3:0 (Бегенч Аннакурбанов 27, Сулейман Мухадов 34, 79). Ашхабад. Стадион «Копетдаг».
- 11-й розыгрыш:

| Дата                | Хозяева                                                                           | Счёт | Гости                                                        | Стадион   | Город   | Зрители |
| ------------------- | --------------------------------------------------------------------------------- | ---- | ------------------------------------------------------------ | --------- | ------- | ------- |
| 28.02.2016 Детально | Алтын Асыр (2) Победитель Чемпионата Туркменистана 2015 Голы: Мурад Ягшиев 68, 92 | 2:1  | Шагадам · Финалист Кубка Туркменистана 2015 Голы: Мухадов 79 | «Ашхабад» | Ашхабад |         |

- 12-й розыгрыш. 01.03.2017. Алтын Асыр — Ашхабад — 2:1. Ашхабад. Стадион «Ашхабад».
- 13-й розыгрыш. 20.06.2018. Алтын Асыр — Ахал — 1:0. Ашхабад. Стадион «Копетдаг».
- 14-й розыгрыш. 03.08.2019. Алтын Асыр — Копетдаг — 2:0. Ашхабад. Стадион «Копетдаг».

## Обладатели

### Клубы
| Клуб       | Кол-во побед | Победные розыгрыши           |
| ---------- | ------------ | ---------------------------- |
| Алтын Асыр | 5            | 2015, 2016, 2017, 2018, 2019 |
| Балкан     | 3            | 2006, 2011, 2012             |
| МТТУ       | 3            | 2005, 2009 (осень), 2013     |
| Ашхабад    | 1            | 2008                         |
| Мерв       | 1            | 2009 (весна)                 |
| Ахал       | 1            | 2014                         |